# Pedro Samuel Martín
Pedro Samuel Martín García (San Sebastián, 7 de noviembre de 1964) es un político español, diputado en el Congreso de los Diputados y alcalde de Carbajosa de la Sagrada (Salamanca).

## Biografía
Nacido en San Sebastián (Guipúzcoa), con 2 años se trasladó a la localidad salmantina de Macotera, donde se crio para trasladarse con 36 años a Carbajosa de la Sagrada, tras haber cursado estudios en Psicología, así como un Curso Superior Universitario de Mediación Familiar, Civil y Mercantil.
El 16 de marzo de 1991 sufrió en San Sebastián un atentado de la banda terrorista ETA en el que resultó herido de gravedad.

### Carrera política
Pedro Samuel Martín se inició en política en el año 2007, cuando fue elegido concejal del Partido Popular en el Ayuntamiento de Carbajosa de la Sagrada, localidad de la que posteriormente fue elegido alcalde en el año 2009, desempeñando este cargo hasta la actualidad.
En las elecciones generales de julio de 2023, Pedro Samuel Martín fue elegido Diputado por Salamanca en el Congreso de los Diputados.